# جزيرة تالانغو الوسطى
جزيرة تالانغو الوسطى وهي جزيرة صغيرة من جزر إندونيسيا، تقع شرق جزيرة مادورا وتقع ضمن جزر سومينيب في إقليم جاوة الشرقية.